# Lindinis
Lindinis foi uma pequena cidade na província romana da Britânia. Hoje é conhecida como Ilchester, localizada no condado inglês de Somerset, no Reino Unido.